# Canton de Sargans
Janvier – Juin 1798
Entités précédentes :
- Bailliages de Glaris

Entités suivantes :
- Canton de Linth

Le canton de Sargans (en allemand : Kanton Sargans) est un éphémère canton de la République helvétique. Le canton est créé en janvier 1798 par réunion des bailliages communs de Rheintal, Werdenberg, Gams, Gaster, Uznach, ainsi que la baronnie de Sax-Forstegg (appartenant précédemment au canton de Zurich), le bailliage de March (appartenant précédemment au canton de Schwytz) et la république de Rapperswil (anciennement un protectorat de la Confédération). Il est absorbé par le canton de Linth en juin de la même année et est alors réunit avec le canton de Glaris.